# جون نولان (موسيقي)
جون نولان (بالإنجليزية: John Nolan)‏ هو موسيقي ومغني أمريكي، ولد في 24 فبراير 1978 في روكفيل سنتر في الولايات المتحدة.

## وصلات خارجية
- الموقع الرسمي
- جون نولان على موقع ميوزك برينز (الإنجليزية)
- جون نولان على موقع ديسكوغز (الإنجليزية)